# Erebochlora albistrota
Erebochlora albistrota là một loài bướm đêm trong họ Geometridae.